# قرعد (يافع)

تعديل مصدري - تعديل

قرعد هي إحدى قرى عزلة لبعوس بمديرية يافع التابعة لمحافظة لحج، بلغ تعداد سكانها 362 نسمة حسب تعداد اليمن لعام 2004.